# Menominee (Michigan)
Menominee – miasto w Stanach Zjednoczonych, w stanie Michigan, na Półwyspie Górnym, administracyjna siedziba władz hrabstwa Menominee. W 2010 r. miasto zamieszkiwało 8599 osób, a w przeciągu dziesięciu lat liczba ludności zmniejszyła się o 5,83.

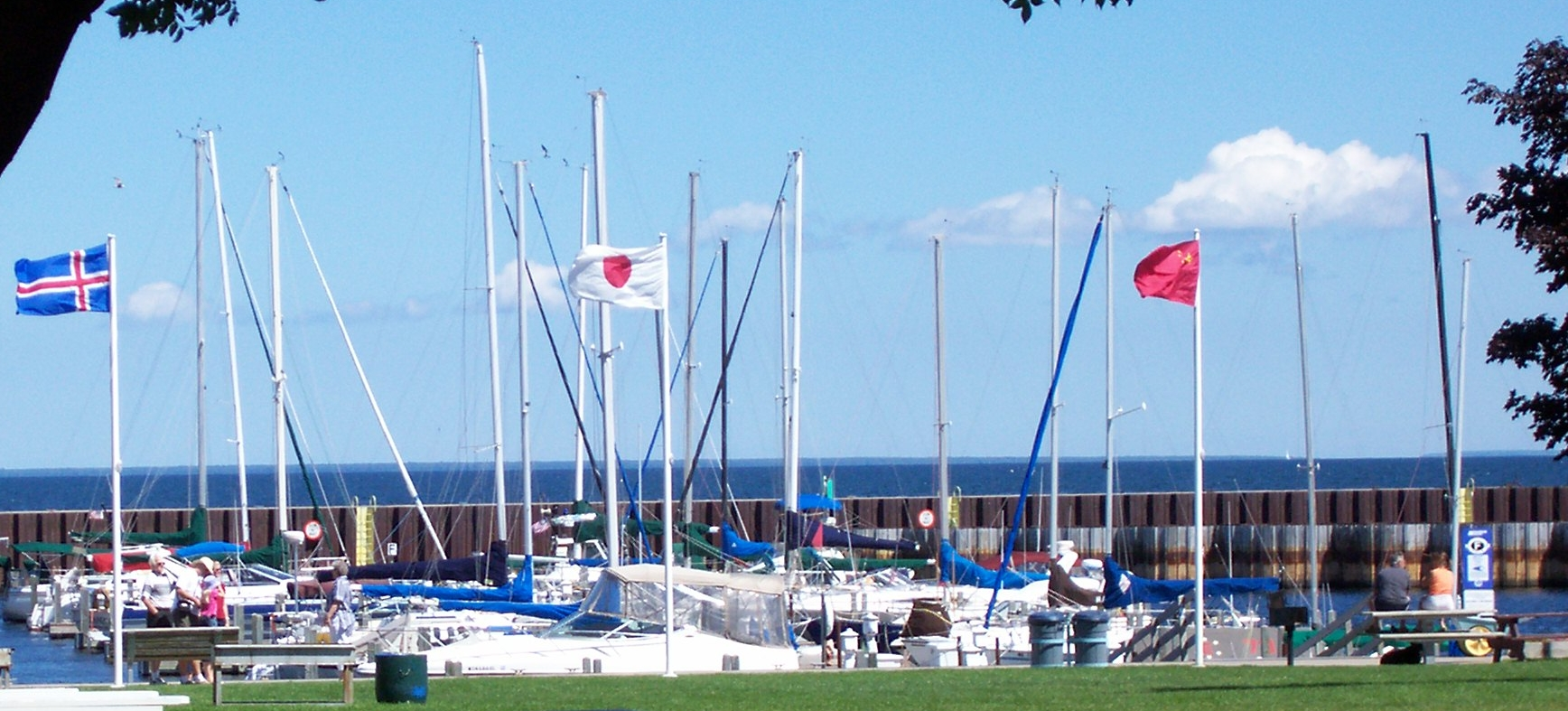
Marina w Menominee

Miasto leży nad zatoką jeziora Michigan Green Bay,  przy ujściu Menominee River, tworzącej granicę pomiędzy Michigan i Wisconsin. Na południe od miasta płynie rzeka oddzielająca od bliźniaczego miasta Wisconsin Marinette. W Menominee znajduje się port i marina.
Klimat Menominee w klasyfikacji klimatów Köppena należy do klimatów kontynentalnych z ciepłym latem (Dfb). Średnia temperatura roczna wynosi 5,0 °C, a suma opadów 756,9 mm, w tym 142 cm śniegu.